# الاقونس
الاقونس (به اسپانیایی: Alaquines) یک منطقهٔ مسکونی در مکزیک است که در سن لوئیس پوتوسی واقع شده‌است.